# Mangelia brusinae
Mangelia brusinae is een slakkensoort uit de familie van de Mangeliidae. De wetenschappelijke naam van de soort werd in 1978 voor het eerst geldig gepubliceerd door Jacobus Johannes van Aartsen en Marie Fehr-de Wal.